# Seznam kanadskih rokometašev
Seznam kanadskih rokometašev.

## B
- Wolfgang Blankenau

## C
- Christian Chagnon

## D
- François Dauphin
- Hugues de Roussan
- Pierre Désormeaux

## F
- Pierre Ferdais

## J
- Robert Johnson

## L
- Richard Lambert
- Claude Lefebvre

## P
- Danny Power

## S
- Pierre Saint Martin

## T
- Stan Thorseth
- Luc Tousignant

## V
- Claude Viens